# Thuiaria abyssicola
Thuiaria abyssicola is een hydroïdpoliep uit de familie Sertulariidae. De poliep komt uit het geslacht Thuiaria. Thuiaria abyssicola werd in 1925 voor het eerst wetenschappelijk beschreven door Billard. 